# Poecile davidi
Poecile davidi é uma espécie de ave da família Paridae.
É endémica da China.
Os seus habitats naturais são: florestas temperadas.